# Karl von Offermann (Textilunternehmer, 1792)
Karl Offermann, auch Carl Offermann, ab 1863 Ritter von Offermann (* 26. November 1792 in Brünn, Mähren; † 28. September 1869 in Gattendorf, Ungarn) war ein österreichischer Textilunternehmer.

## Leben
Offermann ist jüngste von drei Söhnen des Brünner Textilfabrikanten Johann Heinrich Offermann. Karl Offermanns Vater verstarb bereits im Jahre nach seiner Geburt. Die Vormundschaft über die minderjährigen Kinder übte der Tuchhändler Abraham Greisinger aus, der auch die Leitung des Unternehmens übernahm und Karl Offermann in seinem Handlungshaus ausbildete. Die Kontinentalsperre führte zu einem Aufschwung der Fabrik. Mit Erreichen der Volljährigkeit übernahm Karl Offermann 1819 die väterliche Tuchmanufaktur, die sich inzwischen zur größten in Brünn entwickelt hatte. 1835 beschäftigte die Fabrik 450 Arbeiter, zu dieser Zeit hatte sie 120 Webstühle mit 4320 Spindeln.

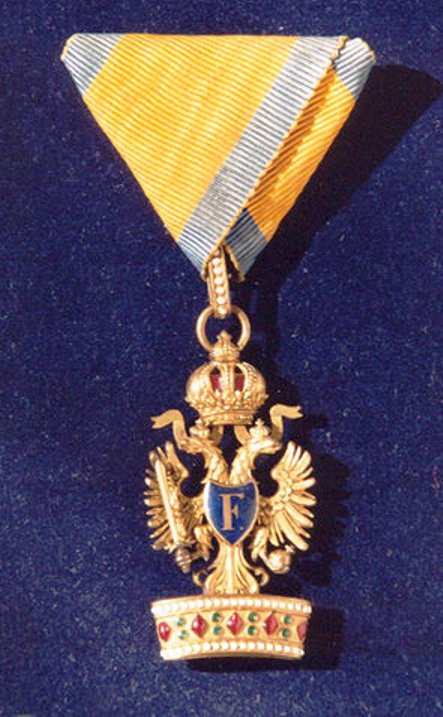
Orden der Eisernen Krone III. Klasse, den Offermann 1863 erhielt

Offermann gründete in den 1840er Jahren für seine Arbeiter einen Kranken- und Unterstützungsfonds. In der Mitte des 19. Jahrhunderts ließ Offermann seine Fabrik mit einer Gasbeleuchtung ausrüsten. Zu dieser Zeit erweiterte Offermann die Absatzmärkte seiner Tuche bis nach Südamerika. 1851 begann er mit der Aufstellung der ersten mechanischen Webstühle für die Verarbeitung von Schafwollgarn in Mähren, die eine Leistung von 70 PS erreichten. Nach der Schlacht von Solferino stiftete Offermann 1859 30.000 Gulden für die Verwundeten.
Am 10. Februar 1863 wurde Offermann von Kaiser Franz Joseph für seine Verdienste mit dem Orden der Eisernen Krone III. Klasse ausgezeichnet und aufgrund der Ordensstatuten als „Ritter von Offermann“ in den österreichischen erblichen Ritterstand erhoben.
In der zweiten Hälfte des 19. Jahrhunderts erwarb Offermann die Herrschaft Gattendorf in Ungarn. Offermann war auch Vorstandsmitglied der evangelischen Kirchgemeinde Brünn.
Karl von Offermann war mit Caroline Freiin von Fries verheiratet. Aus der Ehe entstammen die Söhne Karl und Theodor, die schließlich beide (Karl 1874 und  Theodor 1892) in den österreichischen erblichen Freiherrnstand erhoben wurden.